# Колібабчук Дмитро Миколайович
Дмитро́ Микола́йович Колібабчу́к — майор Збройних сил України, учасник російсько-української війни.

## З життєпису
Станом на 2013 рік лейтенант Колібабчук — командир групи 54-го окремого гвардійського розвідувального батальйону.

## Нагороди та вшанування
- Указом Президента України № 741/2019 від 10 жовтня 2019 року за «особисту мужність і самовіддані дії, виявлені у захисті державного суверенітету та територіальної цілісності України» орденом Богдана Хмельницького III ступеня[2]